# 벽절정
벽절정은 대한민국 경상북도 청송군 청송읍에 있다. 2009년 9월 1일 청송군의 문화유산 제6호로 지정되었다.

## 개요
벽절 심청의 절개를 기리기 위해 1592년 건립되고 1919년 중건한 정자이다.